# Mosze Marzouk
Mosze Marzouk, Musa Lieto Marzuk (hebr. משה מרזוק, arab. موسى ليتو مرزوق) - (ur. 20 grudnia 1926 w Kairze w rodzinie karaimskich imigrantów z Tunezji, zm. 31 stycznia 1955) - 
karaim, w 1954 roku skazany na śmierć za szpiegostwo i terroryzm na rzecz Izraela.
Mosze Marzouk uchodzi w Izraelu za bohatera i męczennika, który zginął w służbie ojczyzny, aczkolwiek władze tego kraju nigdy oficjalnie nie przyznały, iż działał on na ich zlecenie.